# Batári Ferenc
Batári Ferenc (Budapest, 1934. szeptember 24. – Budapest, 2005. augusztus 23.) művészettörténész, muzeológus.

## Életpályája
Anyai ágon az erdélyi örmény Moldován család leszármazottja. 1957-ben szerzett muzeológus oklevelet az ELTE BTK-n.
1957–1973 között az Iparművészeti Múzeum muzeológusa, 1973-tól főmuzeológusa; 1973–1979 között a Textilgyűjtemény, majd 1979-től a Bútorgyűjtemény vezetője volt.

## Munkássága
Iparművészet-történettel elsősorban az újkori bútorművészet és a keleti szőnyegek történetének nemzetközileg is elismert kutatója. Ő fedezte fel – többek között – a világhírű 15. századi állatalakos Crivelli szőnyegtöredéket. A Crivelli-szőnyegen a 16 ágú „csillagok” minden második szegmensében két madár képe váltakozik két négylábú állat képével. A csillagok között kis rozetták és nyolcágú csillagok láthatók. 
Az oszmán-török szőnyegek nemzetközileg elismert szakértőjeként 1984-ben tudományos publikációjában tette – Crivelli-szőnyeg néven – világszerte ismertté ezt a töredéket, amelyhez hasonlót ábrázol Carlo Crivelli velencei festőművész két festményén, 1482-ben, illetve 1486-ban. A Crivelli-szőnyeg és Batári Ferenc személye oly szorosan kapcsolódnak egymáshoz, hogy az Iparművészeti Múzeum e híres műtárgyát Batári Ferenc halálának második évfordulóján, az emlékére Batári-Crivelli-szőnyegnek nevezte el.

## Emlékezete

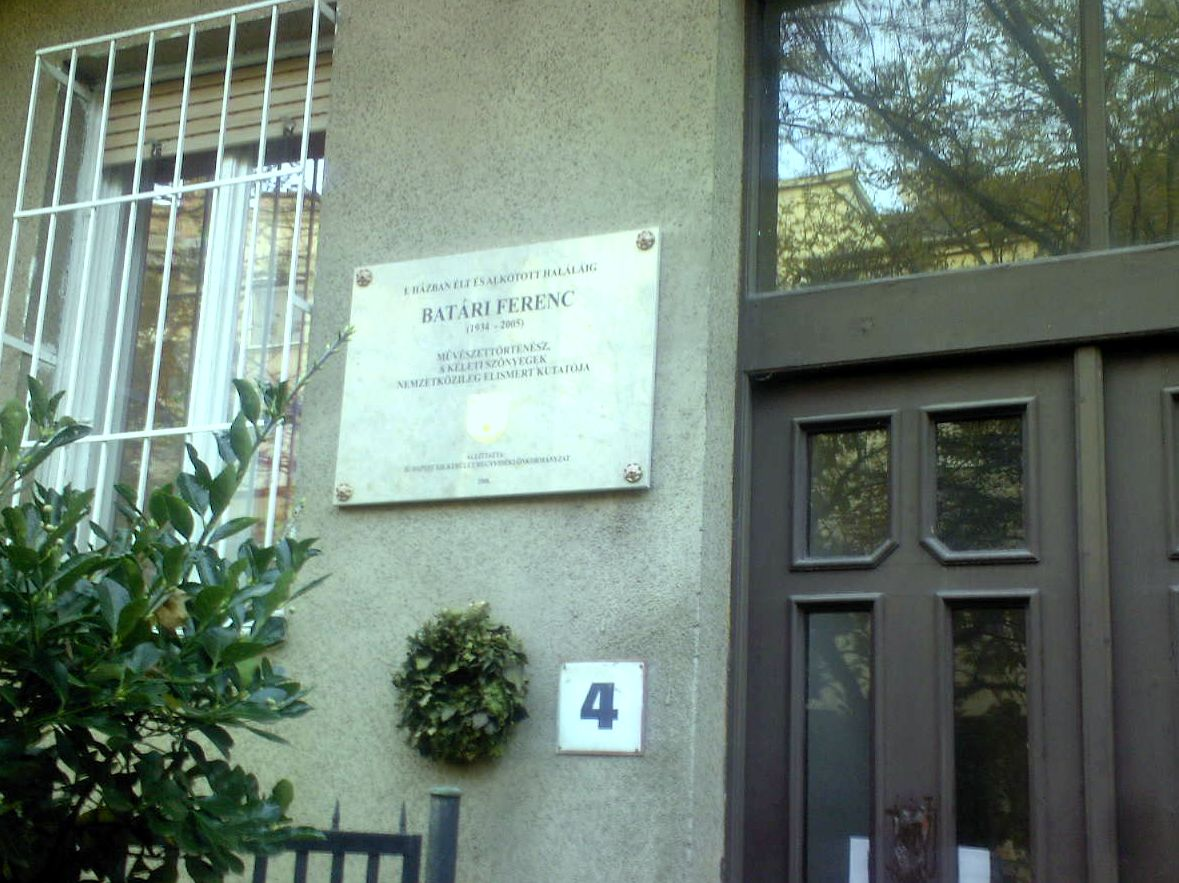
Batári ferenc emléktáblája a Hollósy Simon utca 4 számú ház falán

2007-2008-ban emlékére rendezte meg az Iparművészeti Múzeum az Oszmán-török szőnyegek című kiállítást, és kiadtak erre az alkalomra egy Batári Ferenc-emlékkönyvet is. 2008. szept. 24-én Budapest XI. kerület Hollósy Simon utca 4. számú lakóháza falán a hegyvidéki önkormányzat emléktáblát helyezett el.

## Elismerései
- Pasteiner Gyula-emlékérem (1976)
- Móra Ferenc-díj (2001)[3]

## Írásai
Művészettörténeti írásai 1999–2003 között a Szalon című lapban jelentek meg.

## Kiállításai
- Magyar bútorművészet a XVIII. században. Kastélymúzeum. (Nagytétény, 1964)
- Türkmén szőnyegek. A Miskolci Galéria és a budapesti Iparművészeti Múzeum kiállítása. (Miskolc–Budapest, 1979)
- Régi keleti szőnyegek budapesti magángyűjteményekből. Budapest Kiállítóterem. (Budapest, 1986)
- 500 év oszmán–török szőnyegművészete. Iparművészeti Múzeum. (Budapest, 1986)
- Brit iparművészet az Iparművészeti Múzeum gyűjteményeiben a 17. századtól a 20. század elejéig. Békési Évával, Varga Verával. Iparművészeti Múzeum. (Budapest, 1988)
- Iparművészeti remekek 1900-ból. Az Iparművészeti Múzeum Párizsi Világkiállításon vásárolt tárgyai. Kecskeméti Galéria. (1988)
- Bútorművészet a gótikától a biedermeierig. Kastélymúzeum. (Nagyététény, 2002)

## Főbb munkái
- Levéltáraink műemlékjellegű berendezése. Az Országos Levéltár védett bútorai (Levéltári Szemle, 1971)
- Európai bútorok a XVI–XVII. században (H. n., 1973)
- Az avasi református templom török szőnyegei (Herman Ottó Múzeum Évkönyve, 1979)
- The White Usak Carpets of the Budapest Museum of Applied Arts. Oriental Textil Studies (London, 1986)
- Az Iparművészeti Múzeum két, gránátalmás „Holbein”-szőnyege (Ars Decorativa, 1993)
- A keleti szőnyeg (Keszthely, 1995; angolul: Budapest–Keszthely, 1994)